# Ectocyclops ilariensis
Ectocyclops ilariensis – gatunek widłonoga z rodziny Cyclopidae. Nazwa naukowa gatunku została po raz pierwszy opublikowana w 1952 roku przez nigeryjskiego zoologa Sanyę Dojo Onabamiro (1913–1985). 